# Wyrbak
Wyrbak (bułg. Върбак) – wieś w Bułgarii, w obwodzie Szumen, w gminie Chitrino. W 2024 roku liczyła 444 mieszkańców.